# La Calavera
La Calavera és una entitat de població localitat de l'Uruguai, ubicada al nord del departament de Treinta y Tres. Té una població aproximada de 100 habitants, segons dades del cens del 2004.
Es troba a 149 metres sobre el nivell del mar.